# Standartenführer

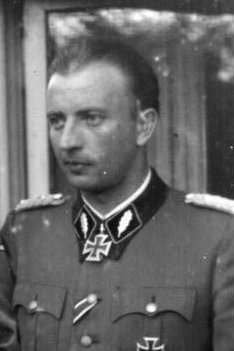
Hermann Fegelein als SS-Standartenführer in 1942

Standartenführer was in de nazi-partij een paramilitaire rang die gebruikt werd door verscheiden nazi-organisaties, zoals de SA, SS, NSKK en de NSFK.
Ingesteld in 1925 als titel, en in 1928 als rang, was het een van de eerste rangen die ingesteld werd als nazi-rang en werd verleend aan officieren van de SA en SS, die bevelvoerder waren over een eenheid genaamd standarte, deze eenheden waren van regimentgrootte, en bestonden uit de 300-500 manschappen.
In 1929 werd de rang Standartenführer verdeeld in twee aparte rangen, namelijk: Standartenführer (I) en Standartenführer (II). Dit concept werd in 1930 opgegeven toen de SA en SS beide hun rangenstelsels uitbreidden, om zo meer officiersrangen te creëren en zo de noodzaak kwam voor één Standartenführer-rang.
In 1933, toen Adolf Hitler aan de macht kwam in Duitsland, was de rang van Standartenführer een gevestigde rang als de belangrijke hoofdofficier rang, maar minder dan de rang van Oberführer van de SS of de SA.
In het begin van de Tweede Wereldoorlog, was Standartenführer wijd verspreid als rang in de SS en SA. In de Waffen-SS, werd de rang beschouwd als gelijkwaardig aan die van Oberst, een kolonel.
De rangonderscheidingstekens voor een Standartenführer bestonden uit een enkel eikenloof op beide kraagspiegels afgebeeld.
Standartenführer was de eerste rang binnen de SS en SA waarbij de onderscheidingstekens op beide kraagspiegels stonden, en zonder het eenheidsembleem.
In 1945, aan het eind van de oorlog hadden 621 leden van de SS de rang van SS-Standartenführer bereikt.

## Personen met deze rang
- Joachim Peiper, commandant Kampfgruppe Peiper
- Hermann Fegelein, commandant 8. SS-Kavallerie-Division Florian Geyer, getrouwd met de zuster van Eva Braun
- Franz Ziereis, commandant van het concentratiekamp van Mauthausen
- Karl Otto Koch, de eerste commandant van het concentratiekamp van Buchenwald

Insignes van de rang SS-Standartenführer van de Waffen-SS
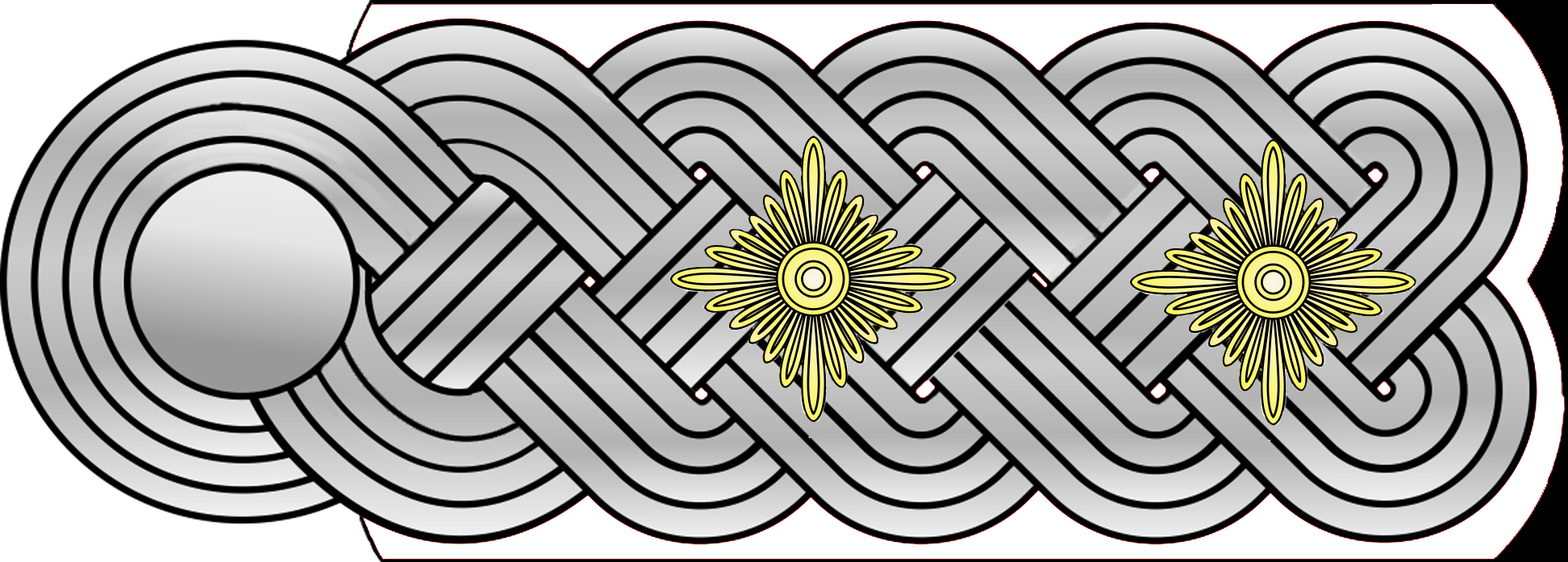
Epaulet (Infanterie)
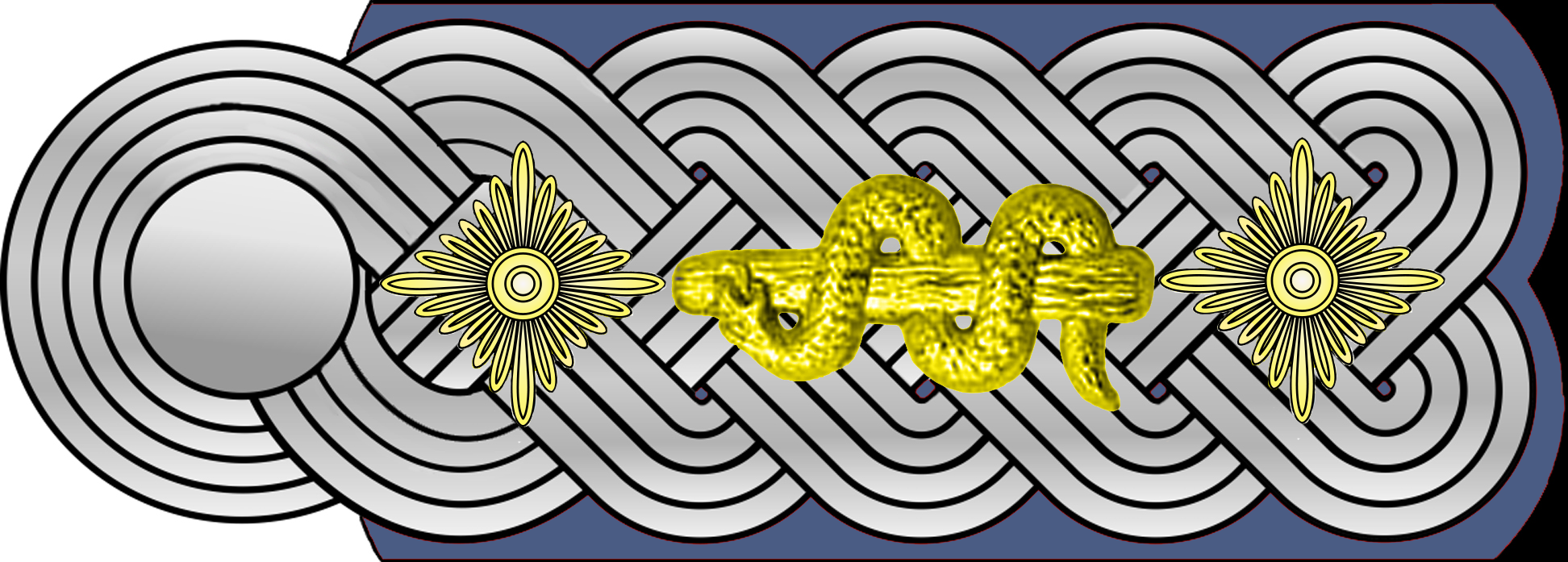
SS-medisch korps
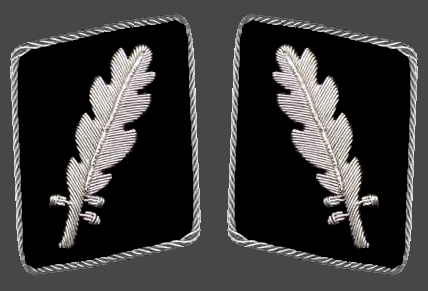
Kraagspiegels
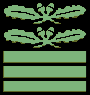
Mouw parka camouflage